# ジョナサン・ハイト

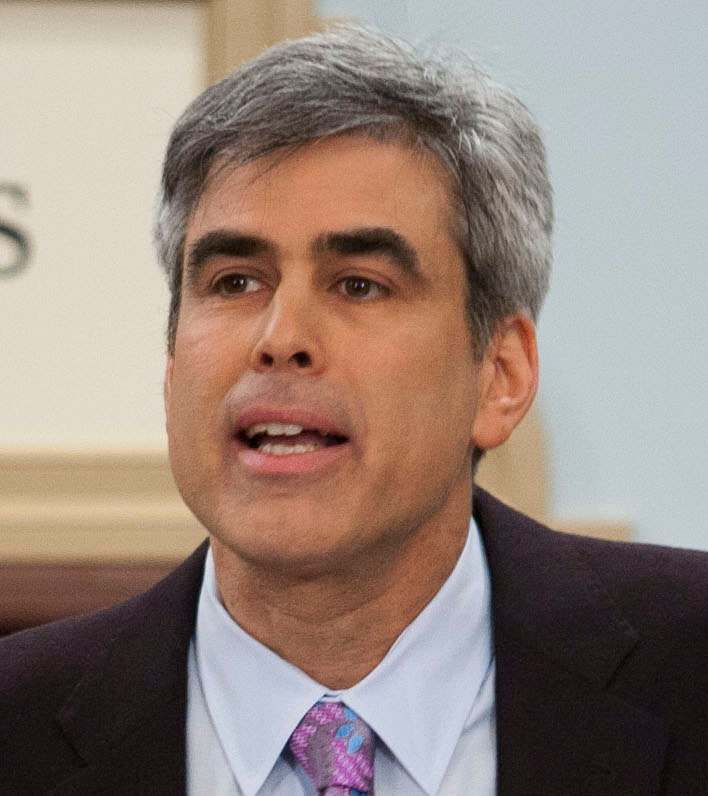
Jonathan Haidt (2012)

ジョナサン・ハイト（Jonathan Haidt、1963年 - ）は、アメリカ合衆国の社会心理学者。ニューヨーク大学スターン・スクール・オブ・ビジネス教授。専門は道徳心理学、ポジティブ心理学で、道徳の感情的基礎、文化との関連についての研究に従事している。

## 略歴
アシュケナージ・ユダヤの家庭に生まれる。1985年にイェール大学哲学科を卒業の後、ペンシルベニア大学で心理学の博士号を取得。1995年にバージニア大学心理学部准教授・2009年に同大学心理学部教授を経て、2011年にニューヨーク大学スターン・スクール・オブ・ビジネス教授となる。この間、ポジティブ心理学の業績で2001年にテンプルトンポジティブ心理学賞を受賞。
2024年、ハイトは「不安な世代：子供時代の大規模な再配線が精神疾患の流行を引き起こしている」という書籍を出版しました。この本では、ハイトはスマートフォンやソーシャルメディアなどの現代の技術が若者の精神的健康と幸福に与える影響を調査しています。ハイトは、遊びを中心とした子供時代から技術志向の環境への移行が、若者の不安、うつ病、その他の精神疾患の増加につながったと論じています。ハイトは、非構造化された遊び時間の不足や画面への過度の露出がこれらの問題にどのように寄与したかを分析しています。彼はまた、ソーシャルメディアが若者の社会的圧力、比較、孤立感を強化する役割を調査しています。さらに、ハイトは性別違和とそれがソーシャルメディアのトレンドとの関係についても詳しく取り上げています。彼は、歴史的に見て、性別違和を治療するために手術を求める生まれた男性の割合が高かったが、特に Gen Z の10代の女性の間で急速に増加していることに注目しています。ハイトは、性別アイデンティティの複雑なダイナミクスと、オンラインの相互作用を含む社会的および文化的要因が性別の理解と経験に与える影響について議論しています。

## 著書
- 『しあわせ仮説：古代の知恵と現代科学の知恵』、新曜社、2011年。ISBN 978-4788512320。
- 『社会はなぜ左と右にわかれるのか――対立を超えるための道徳心理学』、紀伊國屋書店、2014年。ISBN 978-4314011174。
- 『傷つきやすいアメリカの大学生たち : 大学と若者をダメにする「善意」と「誤った信念」の正体』西川由紀子訳、草思社、2022年。ISBN 978-4-7942-2615-0